# Стефанопулос, Стефанос
Стефанос Стефанопулос (греч. Στέφανος Στεφανόπουλος; 3 июля 1898, Пиргос, Греция — 4 октября 1982, Афины, Греция) — греческий государственный деятель, премьер-министр страны (1965—1966).

## Биография
Представитель известной в Греции семьи политиков, заседавших в греческом парламенте с момента его основания.
В 1930 году был избран депутатом парламента от Народной партии. В 1932 году был назначен заместителем министра экономики и труда, участвовал в подготовке основ трудового законодательства.
- 1934—1935 гг. — министр экономики,
- 1944—1945 гг. — министр транспорта,
- 1945—1946 гг. — министр финансов, одновременно — и. о. министра труда и продовольствия Греции.
- 1946—1950 гг. — министр по вопросам координации; на этом посту подготовил программу послевоенного восстановления экономики страны, создавшего основу для реализации программ масштабной индустриализации и электрификации,
- 1952—1955 гг. — заместитель премьер-министра и министр иностранных дел, подписал соглашение о сотрудничестве с Югославией и о восстановление дипломатических отношений с Советским Союзом,
- 1963 и 1964—1965 гг. — заместитель премьер-министра Греции и министр без портфеля,
- 1965—1966 гг. — премьер-министр Греции, был назначен после того, как король Константин II отправил в отставку кабинет Георгиоса Папандреу,
- 1966 г. — и. о. министра иностранных дел Греции.

В 1977 году возглавил монархическую партию Национального большинства (Εθνική Παράταξη), которая набрала лишь около 7 % голосов избирателей и политик ушёл с поста её лидера.